# Université de Düzce
 (septembre 2023).
La mise en forme du texte ne suit pas les recommandations de Wikipédia : il faut le « wikifier ».
Les points d'amélioration suivants sont les cas les plus fréquents. Le détail des points à revoir est peut-être précisé sur la page de discussion.
- Les titres sont pré-formatés par le logiciel. Ils ne sont ni en capitales, ni en gras.
- Le texte ne doit pas être écrit en capitales (les noms de famille non plus), ni en gras, ni en italique, ni en « petit »…
- Le gras n'est utilisé que pour surligner le titre de l'article dans l'introduction, une seule fois.
- L'italique est rarement utilisé : mots en langue étrangère, titres d'œuvres, noms de bateaux, etc.
- Les citations ne sont pas en italique mais en corps de texte normal. Elles sont entourées par des guillemets français : « et ».
- Les listes à puces sont à éviter, des paragraphes rédigés étant largement préférés. Les tableaux sont à réserver à la présentation de données structurées (résultats, etc.).
- Les appels de note de bas de page (petits chiffres en exposant, introduits par l'outil «  Source ») sont à placer entre la fin de phrase et le point final[comme ça].
- Les liens internes (vers d'autres articles de Wikipédia) sont à choisir avec parcimonie. Créez des liens vers des articles approfondissant le sujet. Les termes génériques sans rapport avec le sujet sont à éviter, ainsi que les répétitions de liens vers un même terme.
- Les liens externes sont à placer uniquement dans une section « Liens externes », à la fin de l'article. Ces liens sont à choisir avec parcimonie suivant les règles définies. Si un lien sert de source à l'article, son insertion dans le texte est à faire par les notes de bas de page.
- La présentation des références doit suivre les conventions bibliographiques. Il est recommandé d'utiliser les modèles {{Ouvrage}}, {{Chapitre}}, {{Article}}, {{Lien web}} et/ou {{Bibliographie}}. Le mode d'édition visuel peut mettre en forme automatiquement les références.
- Insérer une infobox (cadre d'informations à droite) n'est pas obligatoire pour parachever la mise en page.

Pour une aide détaillée, merci de consulter Aide:Wikification.
Si vous pensez que ces points ont été résolus, vous pouvez retirer ce bandeau et améliorer la mise en forme d'un autre article.
L'université de Düzce est une université d'État créée à Düzce le 17 Mars 2006 .
En 1976, la première branche de l'Université technique d'Istanbul a été créée à Düzce sous le nom d'« École professionnelle de Düzce ». En 1980, le nombre de départements a été porté à quatre, puis il a été affilié à la Faculté d'ingénierie de l'UIT Sakarya en 1982 . En 1984, des départements d'électricité, de construction, d'administration des affaires et de comptabilité ont été ajoutés et l'école professionnelle a été affiliée à l'Université Abant İzzet Baysal en 1992. En 1992, en plus des départements existants de l'université ; L'école de gestion touristique et hôtelière d'Akçakoca, la faculté de foresterie, la faculté d'enseignement technique et la faculté de médecine ont été ouvertes . Elle a été créée en tant qu'institution distincte en 2006 sous le nom d'Université de Düzce.
Aujourd'hui[Quand ?], l'Université de Düzce poursuit son éducation avec ses 13 facultés, 1 institut, 2 écoles, 10 écoles professionnelles, de nombreux centres de recherche et d'application, des hôpitaux de recherche et d'application, près de 32 000 étudiants et plus de 3 500 personnels.
Recteurs
- Août 2006 - avril 2007 : Prof. Dr. Atilla Kılıç (temporaire)
- Mai 2007 – mai 2015 : Prof. Dr. Funda Sivrikaya Şerifoğlu (recteur fondateur)
- Mai 2015 - juin 2022 : Prof. Dr. Nigar Demircan Çakar
- Juin 2022 - juillet 2022 : Prof. Dr. İlhan Genç (temporaire)
- Août 2022 - : Prof. Dr. Nedim Sözbir

## Unités académiques

### Les facultés
- École de médecine
- Faculté des sciences de la santé
- Faculté d'Éducation
- Faculté de pharmacie
- Faculté des Arts et des Sciences
- Faculté de Théologie
- Faculté de Management
- Faculté d'Ingénierie
- Faculté de Foresterie
- Faculté d'Art et de Design
- Faculté d'Enseignement Technique
- Faculté de Technologie
- Faculté d'Agriculture
- Faculté des Sciences du Sport
- Faculté des Sciences Politiques Akçakoca Bey

### Collèges
- École de santé
- École de gestion touristique et hôtelière d'Akçakoca
- École de langues étrangères Hakime Erciyas

### Écoles Professionnelles
- École professionnelle de Duzce
- École professionnelle d'Akçakoca
- École professionnelle Gümüşova
- École professionnelle Cumayeri
- École professionnelle Çilimli
- École professionnelle de Gölyaka
- École professionnelle Kaynaşlı
- École professionnelle des services de santé
- École professionnelle des Sciences Sociales

### instituts
- Institut des sciences et technologies
- Institut des sciences de la santé
- Institut des Sciences Sociales
- Institut des Beaux-Arts
- École supérieure d'éducation [5]

### Centres
- Centre de Développement et d'Application de la Recherche Apicole (DAGEM)
- Centre d'application et de recherche pour la recherche scientifique et technologique (DUBIT)
- Centre d'application et de recherche sur la diversité biologique (DÜ-BİYOM)
- Centre de recherche et d'application sur les langues, l'histoire et les richesses culturelles (DÜKMER)
- Centre d'application et de recherche sur les études sur les femmes (DÜKAM)
- Centre de recherche et d'application sur la coopération industrielle et commerciale (DÜSİMER)
- Coordination de l'amélioration continue
- Centre de Recherche et d'Application en Éducation Tout au Long de la Vie (DUYEM)
- Centre de recherche et d'applications sur les applications de gestion et de leadership (LİDERİM)
- Centre d'applications et de recherche en santé
- Centre d'application et de recherche pour l'enseignement de la langue turque (TÖMER)
- Centre d'Enseignement à Distance (UZEM)
- Mehmet Zahid Kevseri Centre d'application et de recherche en sciences religieuses